# تاریخ ایسلند
تاریخ ایسلند با سکونت وایکینگ‌ها و بردگانشان در اواخر قرن نهم میلادی که از شرق به‌ویژه نروژ و جزایر بریتانیا می‌آمدند شروع می‌شود و پیش از آن ایسلند منطقه‌ای غیر مسکونی بود. روند مهاجرت با سرعت به خصوص توسط نروژی‌های که از خشونت می‌گریختند یا به دنبال زمینهایی برای کشاورزی بودند ادامه یافت.
ملی‌گرایی ایسلندی در قرن نوزدهم رشد کرد، و در ۱۹۱۸ این کشور از دانمارک مستقل شد. با این حال، دو کشور به واسطهٔ پادشاهی مشترکشان به هم پیوسته بودند. در جنگ جهانی دوم پیوند دانمارک گسسته شد و در ۱۹۴۴ جمهوری اعلام شد. در دهه‌های ۱۹۵۰ و ۱۹۷۰، اختلاف دربارهٔ حق ماهیگیری در آبهای ساحلی ایسلند منجر به درگیری با نیروی دریایی بریتانیا گشت.

## جنگ جهانی دوم
در آغاز جنگ ایسلند یک پادشاهی مستقل بود و هم‌پیمان دانمارک محسوب می‌شد. با وجودی که ایسلند خود را بی طرف اعلام کرده بود در تاریخ ۱۰ می ۱۹۴۰ مورد هجوم نیروهای بریتانیا قرارگرفت که بعدها با نیروهای آمریکایی جایگزین شدند.